# Đelekovec
Đelekovec je općina u Hrvatskoj. Nalazi se u Koprivničko-križevačkoj županiji.

## Ime
U izvorima na mađarskom jeziku naziva se Gyelekóc.

## Zemljopis
Općina Đelekovec nalazi se u sjeverozapadnoj Hrvatskoj, 10 km udaljena od Koprivnice, uz rijeku Dravu i hrvatsko-mađarsku granicu.

## Uprava
Dan općine se obilježava 15. kolovoza, na blagdan Velike Gospe.
Općinski načelnici su do sada bili Branko Bedeković, Ivan Punek, Zvonko Čanji, Drago Drvarić, dok je na izborima 17. svibnja 2009. godine za načelnicu izabrana Štefica Sirutka. Prvi đelekovečki općinski načelnik Branko Bedeković je rođen 1954. u Đelekovcu, osnovnu školu je završio u Koprivnici, a gimnaziju i zrakoplovnu školu u Zagrebu. U vrijeme kada je bio općinski načelnik bio je zaposlen u koprivničkom poduzeću «Podravka», a nije bio član ni jedne političke stranke. Nakon dijela mandata dao je ostavku na dužnost načelnika općine Đelekovec.
Drugi načelnik đelekovečke općine je bio Ivan Punek. On je bio rođen 1953. u Imbriovcu, osnovnu školu je završio u Imbriovcu, nakon toga se bavio poljoprivrednom proizvodnjom na obiteljskom imanju, a kasnije je položio kvalifikaciju za vozača te se zaposlio u koprivničkom poduzeću «Komunalcu». Bio je član HDZ-a i prvi zamjenik općinskog načelnika od 1993. godine. Bio je načelnik od ostavke Branka Bedekovića do 1997. godine, a 1997. je izabran za potpredsjednika đelekovečkog općinskog vijeća.
Treći načelnik Zvonko Čanji je rođen 1946. u Pustakovcu, završio je višu poljoprivrednu školu u Križevcima. Radio je u «Pletarstvu» Legrad, poduzeću «Podravka» i potom se bavio poljoprivrednom proizvodnjom u Imbriovcu gdje i živi. Od 1997. do 2001. vijećnik je u županijskoj skupštini Koprivničko-križevačke županije. Načelnik je bio od 1997. do 2000. godine, kao član HSS-a.
Četvrti načelnik, Drago Drvarić na toj je dužnosti bio od 2000. godine do svibnja 2009. godine. Rođen je 1952. u Đelekovcu gdje je završio osnovnu školu. Srednju građevinsku školu je polazio u Pakracu. On je za vijećnika bio izabran 1997., a od 1998. do 2000. je bio predsjednik općinskog vijeća. Zaposlen je u koprivničkom poduzeću «Podravka». Dužnost načelnika (predsjednika općinskog vijeća) obnaša volonterski. Zaslužan je za pokretanje čitavog niza djelatnosti vezane uz razvoj u općini Đelekovec i za izlazak ove općine iz krize. Član je Hrvatske seljačke stranke.
Štefica Sirutka je rođena u Đelekovcu gdje i živi. U Zagrebu je završila Višu grafičku školu. Zaposlena je u tvrtki "Grafičar" iz Ludbrega gdje radi kao voditeljica pripreme rada. Članica je HDZ-a od 2007. godine. Do tada nije bila politički angažirana. Od školskih dana aktivna je u kulturom i društvenom životu Đelekovca, a jedno je vrijeme bila predsjednica tamošnjeg Kulturno-prosvjetnoga društva "Seljačka sloga".
Od 2005. predsjednik općinskog vijeća (načelnik) Drago Drvarić (HSS) iz Đelekovca, zamjenik predsjednika Mirko Fičko (HSS) iz Imbriovca, te članovi: Ivan Gregurek (HSS) iz Đelekovca, Slavko Glavak (HSS) iz Đelekovca, Marijan Posavec (HSS) iz Đelekovca, Vlado Perlok (HSS) iz Imbriovca, Marina Mihalec (HDZ) iz Đelekovca, Slavko Kadija (HDZ) iz Đelekovca, Zvonko Zvonar (HDZ) iz Đelekovca, Vladimir Peti (HSP) iz Đelekovca i Branko Dolenec (SDP) iz Đelekovca.
Dana 27.veljače 2006. ponovno je uspostavljeno Općinsko poglavarstvo. Načelnik je postao Dragutin Drvarić (HSS), njegovi zamjenici Slavko Samošćanec (HSS) i Zvonko Čanji (HSS), a članovi Branko Dolenec (SDP) i Jerko Kvakan (HDZ). Predsjednica Općinskog vijeća je Ljubica Celiščak, potpredsjednik Mirko Fičko (HSS), a članovi Ivan Gregurek (HSS), Slavko Glavak (HSS), Vlado Perlok (HSS), Marijan Posavec (HSS), Zvonko Zvonar (HDZ), Slavko Kadija (HDZ), Marina Mihalec (HDZ), Vladimir Peti (HSP) i Ljiljana Horvat (SDP).
Sadašnja načelnica općine je Štefica Sirutka (HDZ), a njezin zamjenik Marijan Posavec (HSS). Članovi općinskoga vijeća su Srećko Đureta, Branko Vuljak, Vlado Šipek, Jerko Kvakan i Sonja Vuljak, članovi Hrvatske demokratske zajednice, Tatjana Međimorec i Zlatko Horvat ispred koalicije SDP i HNS, Marijan Posavec i Zlatko Horvat iz HSS-a te nezavisni članovi Drago Drvarić i Tomislav Celiščak.

## Stanovništvo
Po popisu stanovništva iz 2001. godine, općina Đelekovec imala je 1824 stanovnika, raspoređenih u 2 naselja:
- Đelekovec – 1372
- Imbriovec – 452

Područje današnjeg Đelekovca ima tradiciju naseljenosti još iz predantičkih vremena stare povijesti. Slavenski stanovnici koji su naselili srednjovjekovno naselje na današnjem đelekovečkom prostoru došli su u očite veze s neslavenskim stanovništvom što se može jasno vidjeti kroz dio prezimena, strane utjecaje u jeziku i običajima te u nekim toponimima odnosno nazivima polja u okolici Đelekovca. 
Moguće je utvrditi da je do 1900. godine trajao kontinuirani rast ukupnog broja stanovnika Đelekovca. Početkom 20. stoljeća došlo je do manjeg pada, ali je ubrzo slijedio oporavak te je broj stanovnika rastao do 1931. godine kada je zabilježen rekordan broj od 2125 stanovnika. Od te godine do današnjih dana traje stalno smanjivanje ukupnog stanovništva Đelekovec. Manje je tome uzrok iseljavanje, a više negativna demografska struktura, kao i veći broj umrlih od rođenih. Ima i još nekih faktora koji su na to utjecali. Npr. velika gospodarska kriza 1929-1934, drugi svjetski rat 1941-1945, deagrarizacija i industrijalizacija nakon 1945. godine itd.
Tome valja pribrojiti procese smanjenja nataliteta i mortaliteta koje počinje od prvih godina 20. stoljeća, da bi, uz vrlo male izuzetke, broj umrlih od početka 40-tih godina 20. stoljeća bio stalno veći od broja rođenih.  To govori da je smanjenju broju stanovnika jedan od uzroka niži natalitet, ali ima i drugih uzroka kao što su iseljavanje te relativno nepovolja dobna struktura. 
Đelekovec, dakle, lagano odumire i stari od 1931. godine – dakle punih 70 godina i to gotovo neprimjetno ali sigurno. Pitanje je na koji način ili da li uopće možemo zaustaviti taj negativni trend. No, vjerujemo, usprkos svemu, u Đelekovcu još uvijek ima demografske snage za revitalizaciju i obnovu stanovništva. U rješavanje ovog pitanja ili bolje reći problema od strateškog značenja valjalo bi uključiti sve nadležne institucije te hitno razraditi poticajne programe. Također je potrebno izraditi temeljitu demografsku studiju o strukturi i kretanju stanovništva u Đelekovcu.
| broj stanovnika | 1780  | 2003  | 2119  | 2405  | 2780  | 2822  | 2899  | 2973  | 2861  | 2870  | 2716  | 2404  | 2172  | 1953  | 1824  | 1533  | 1281  |
|                 | 1857. | 1869. | 1880. | 1890. | 1900. | 1910. | 1921. | 1931. | 1948. | 1953. | 1961. | 1971. | 1981. | 1991. | 2001. | 2011. | 2021. |

| broj stanovnika | 1352  | 1457  | 1620  | 1802  | 2112  | 2086  | 2096  | 2125  | 2059  | 2036  | 1944  | 1743  | 1592  | 1451  | 1372  | 1192  | 990   |
|                 | 1857. | 1869. | 1880. | 1890. | 1900. | 1910. | 1921. | 1931. | 1948. | 1953. | 1961. | 1971. | 1981. | 1991. | 2001. | 2011. | 2021. |

## Povijest

### Antičko doba i etimologija
Prostor današnjeg Đelekovca imao je tragove naseljenosti od prapovijesti, kroz protopovijesna razdoblja i antiku, ali je teško moguće zaključiti da se na ovom prostoru nalazilo neko značajnije lokalno naselje. U kasnoj antici i ranom srednjovjekovlju dolazi do velikih promjena u slici naseljenosti jer nestaje najveći dio starosjedilačkog stanovništva, a doseljava se novo, od kojih se stalno nastanjuju Hrvati i ostale slavenske skupine. Oni krajem ranog srednjovjekovlja najvjerojatnije formiraju čitav niz seoskih naselja u okolici o čemu svjedoče rijetki pisani i materijalni izvori te poneki toponim. Današnjim stanovnicima je najvjerojatnije slabo poznato da se u imenima Imbriovca i Đelekovca krije srednjovjekovna baština. Kod Imbriovca je, za razliku od Đelekovca, puno lakše riješiti zagonetku oko nastanka njegovog imena što je jedan od mostova prema nastanku i najstarijoj prošlosti ovih sela. Iako je moguće odabrati različite načine obrada srednjovjekovnih sela Đelekovca i Imbriovca korisno je poći od objašnjavanja imena jer se obično u imenima sela skriva njihov početak, često vremenski mnogo stariji od prvih pisanih imena u dokumentima. Do sada su postojala razna nagađanja o imenu Đelekovca – od toga da dolazi od mađarske riječi «gyilkos», do postojanja navodne crkve Sv. Duha (mađarski Szent Lélek)  i davanja imena mjesta prema njoj (od Lelekovec do Đelekovec), a što je zapisao vrijedni istraživač povijesti nekih podravskih župa Franjo Brdarić – inače župnik u susjednoj župi Koprivnički Ivanec.  
Iako su vrlo maštovita, ova domišljanja o nastanku imena Đelekovca ne čine se pouzdanima. Ipak postoji mogućnost, premda vrlo mala, da je na spomenutom Cirkvišću postojala nekad (nemoguće je bez arheoloških istraživanja odrediti kada) kapela ili crkva Sv. Duha, najvjerojatnije nema nikakve veze s nazivom Đelekovca. Argument da je ova moguća kapela ili crkva mogla biti sastavni dio đelekoveče župe mogli bi tražiti u tome da se spomenuti cirkvišće nalazilo na području današnje katastarske općine Đelekovec koja najvjerojatnije obuhvaća i srednjovjekovni, a svakako ranonovovjekovni đelekovečki teritorij. Mongoli su stvarno opustošili ovaj kraj što potvrđuju arheološka istraživanja srednjovjekovnog groblja u središtu Đelekovca (stari naziv ulice je Ščapovo, a to je danas ulica Mihovila Pavleka Miškine) gdje je potvrđen prestanak ukopa sredinom 13. stoljeća, no ista arheološka istraživanja su utvrdila kontinuitet naseljenosti (odnosno uporabe groblja) u današnjem središtu Đelekovca od vremena bjelobrdske kulture (do sred. 13. st.) do prve polovice 16. stoljeća. 
Arheolozi su istraživali samo dio srednjovjekovnog groblja koje se protezalo do prostora današnje župne crkve u Đelekovcu pa bi se novim istraživanjima na širem prostoru moglo dobiti još više podataka o tamošnjem srednjovjekovnom naselju i njegovim stanovnicima. To potvrđuje zapis župnika Ivana Malančeca iz 1904. godine koji je u đelekovečkoj župnoj spomenici zapisao o nalazu kostiju kod đelekovečke crkve: «Kod kopanja jama za stupove iskopali su u dubini od ½ metra čitave ljudske glave – znak da je ovdje bilo groblje.» 
Istražujući prve vlasnike posjeda Đelekovca, Franjo Brdarić je bio na dobrom tragu zabilježivši: «Koncem XIII. stoljeća vlasnik je Đelekovca plemić Gardun, na kojega potsjeća rudina Gradun. Od njega prijeđe posjed na plemiće Gutkeled i postane integralnim dijelom imanja rasinjskog.»  To bi značilo da je posjed Đelekovec prvobitno bio samostalan, a tek se kasnije uključio u sastav vlastelinstva Rasinje. 
Josip Adamček je imao potpuno drugačiji stav, smatravši da se posjed Đelekovec izdvojio iz vlaselinstva Rasinja. «Vlastelinstvo Rasinja podijeljeno je u XIV stoljeću među više vlasnika koji su se međusobno parničili oko svojih posjedovnih prava. Tako su se npr. oko «possessio Rascina» parničili plemići Stjepan, sin Herborta, i Stjepan, sin Ibrahona. Čini se da se već tada iz vlastelinstva izdvojio posjed Đelekovec oko kojeg su se također vodile parnice.» 
I Mihovil Pavlek Miškina je zabilježio svoja razmišljanja o starom Đelekovcu: «Tako npr. na jednom brežuljku zvanom Batjan, za koji neki kažu da je dobio ime zato što se na njem utaborio Batuhan, dugi vele da je to riječ ilirskog korjena, nastala od riječi bat, što znači brežuljak – uzdignuta zemlja, a narod priča da je tu propala crkva. Jedno polje nosi naziv Cirkvišče i u spomenici župe spominje se da je tu postojala crkva. Na drugoj strani sela zove se jedna uvalina Gradun a priča hoće da je tu bila ckrva. Koliko u tome ima istine, ne znam... Na istim poljima, u neposrednoj blizini crkve, postoje jame i bare i kojekakvi kutovi koje narod poznaje kao sjedišta zlih duhova ili mjesta za sastanak vila...» 

### Srednji vijek
Srednjovjekovni posjed Đelekovec se prvi puta spominje u jednom dokumentu iz 1332. godine.  Srž isprave je da Čazmanski kaptol svjedoči da je Stjepan sin Opojev, iz obitelji Gút-Keled čekao svoje protivnike u jednoj parnici koju je imao sa sinovima Osla, velikog župana Županije Veszprém. Tada je spomenut posjed «Gelekouch» koji se nekada zvao «Gardun» odnosno «possessionis olym Gardun nunc uero Gelekouch vocate». Istovremeno se na ovom prostoru spominje član obitelji Gy(e)leti. Očito je prezime ove obitelji mađarskog podrijetla i najvjerojatnije se izgovaralo Đ(e)leti. Najvjerojatnijim mi se čini da je od ove obitelji došao naziv Đelekovec. Po genezi bi izvorno ime trebalo glasiti Đeletovec s time da u zapadnom Srijemu postoji selo Đeletovci, a spomenuo bi i toponim Đelekert kod Kneževih Vinograda u Baranji. Napominjem da se i iz isprave od 18. lipnja 1348. godine, o kojoj će kasnije biti još riječi, indirektno može iščitati da je obitelj Gyeleti iz Požeške županije bila vlasnik barem dijela posjeda Đelekovec.
Spomenuti dokumenat iz 1332. je važan i zbog toga što se iz njega jasno vidi da je stariji naziv posjeda, a vjerojatno i sela Đelekovec bio Gardun. U drugoj polovici 13. stoljeća postoji plemić Gardun i moguće je da je prvi naziv za selo došao od njega. Moguće je da je promjenom vlasnika početkom 14. stoljeća došlo i do nove promjene imena koje se, nepoznatim spletom okolnosti, zadržalo do današnjih dana. Ako je stvarno najstariji poznati naziv sela, Gardun, došao od vlasnika, onda je logično da se selo prije zvalo drugačije. No, postoji i drugačija mogućnost tumačenja naziva Gardun, tj. da on dolazi od riječi Gradun. To je vjerojatno jer južno od Đelekovca postoji toponim Gradun, a uz njega je i toponim Sela. Postoji mogućnost da se plemić Gardun izgovarao ponekad i kao Grdun (npr. 1280. spominje se kao Gardun, a 1291. Nada Klaić ga imenuje kao Grduna) pa bi današnji lokalitet Gradun možda dolazio od imena vlasnika, tj. plemića Garduna koji je i dao, za sada, najstarije poznato ime Đelekovca. Izgleda da je jedno od imena za Đelekovec bio i Getrinovec jer se 1615. spominje se crkva «olim Getrinovicz nu(n)c (...) de Gielikovicz».  Da li je Getrinovec možda jedan od starijih (ili paralelnih) naziva za Đelekovec teško je reći, a nije isključeno i da se u podatku iz 1615. jednostavno radi o pogrešci.	
Možda je rekonstukcijom otkriveno spominjanje posjeda Gardun-Gradun u drugoj polovici 13. stoljeća moguće povezati s ponovnim naseljavanjem ovog seoskog prostora nakon mongolskih provala sredinom 13. stoljeća te s vjerojatnim početkom feudalnih odnosa u ovom kraju, tj. stvaranjem plemićkih posjeda. 
Prema trenutnom stupnju istraženosti, nemoguće je utvrditi kako se zvalo selo koje je na području današnjeg Đelekovca postojalo prije mongolskih provala. To je selo barem djelomično stradalo u njima, što potvrđuje prestanak pokapanja sredinom 13. stoljeća na groblju u središtu današnjeg Đelekovca.
U ispravi od 1332. ne spominje se selo nego samo posjed Đelekovec. Prvi spomen sela (ville) Đelekovca (Gyelekewcz) je u ispravi pisanoj u Budimu 18. lipnja 1348. godine. Tada se spominje istoimeni posjed koji se nalazio u Križevačkoj županiji, «possessionem Gyelekewch vocatam in comitatu de Keres». Isprava govori o tome da je kralj Ludovik Anžuvinac objavio kako se je pred njim očitovao o mirazu dobivenom od udovice Nikole Gyeleta njezin suprug Ivan Lovrin od Kaniže (de Kanysa).
Kapela Blažene Djevice Marije u Đelekovcu se spominje 1333. Tada je tamo bio svećenik Pavao. Već iduće 1334. godine, Đelekovec je sigurno sjedište župe,  a to je bio i 1501. godine, kada je župnik bio Stjepan.  Đelekovečka župa je prestala funkcionirati u vrijeme ratova s Osmanlijama najvjerojatnije još u prvoj polovici 16. stoljeća. Đelekovec se kao posjed «Gelekouch» spominje u jednoj ispravi od 10. ožujka 1349. godine. Tu je ispravu izdao ban Nikola u Zagrebu.  Posjed Đelekovac se iste 1349. godine, ali 21. travnja spominje u ispravi požeškog kaptola. Tada se spominju ljudi i kmetovi iz posjeda Đelekovec, kojega su vlasnici bili najvjerojatnije iz obitelji Bočkaj, Epoy (Opoj) sin Stjepana i Andrija.  U jednoj ispravi čazmanskog kaptola od 17. siječnja 1408. spominje se  «iobagiones Ade filii Nicolai de Gelelouch», odnosno Ade sin Nikole od Đelekovca. 
Između Đelekovca i Imbriovca nalazio se Brestovec. Prvi spomen Brestovca je iz 1357. godine,  kada su, prema Ranku Pavlešu sinovi Petra «de Brezthowch» prisutni kao kraljevi ljudi u sporu oko prijelaza na rijeci Dravi zvanog «Farkasrew». Ranko Pavleš piše da su «Petrovi sinovi» mogli biti i iz udaljenijih krajeva jer ljudi koji su prisustvovali sporovima u kraljevo ime nisu morali biti iz susjedstva posjeda o kojima se sporilo. Ali 1435. godine plemići «de Brezthowcz» se spominju skupa s plemićima iz Imbriovca, Otoka, Čanovca i Kutnjaka, dakle iz područja o kojem je ovdje riječ.»  Ovo razmišljanje u potpunosti podržavam.
Koprivnički franjevci su 13. kolovoza 1413. za potrebe svoga samostana kupili mlin u Brestovcu («in Bresthovech») od Elizabete, udovice koprivničkog gradskog suca Kušaka, Ilke i Lucije, njegove sestre. U jednom spisu od 21. studenoga 1431. spominje se Jakob Vajda «de Brezthowch». Teško je reći da li se ovaj podatak odnosi na ovaj ili neki drugi Brestovec.
Pred čazmanskim kaptolom je 19. travnja 1439. bio sklopljen sporazum kojim Jakov, sin Tome «de Brezthowch» (od Brestovca) i sin mu Emerik odstupaju Katarini, udovici spomenutog Jakova «de Themerye», kuriju i šest selišta na posjedima Filipovec i Ivanovec, a Elizabetu, Katarininu kćer i njenog muža Adama «de Budrouch» proglašava se nasljednicima.  Dana 7. kolovoza 1453. spominje se Emerik, sin Jakova «dicti Waywodda de Brezthowch». 
Kralju Matijašu Korvinu su u Budim u veljači 1459. godine došli magister Blaž, sudac Stanislav i plemeniti Emerik «de Brezthowcz», sva trojica «cives et inhabitatores civitatis nostre Kaproncza». Cilj njihova posjeta je bio da im Matijaš potvrdi privilegije koje im je dao kralj Ludovik I. Anžuvinac, a potvrdio kralj Žigmund Luksemburški. Posebno je zanimljivo da se spominje Emerik od Brestovca koji je ujedno bio građanin ili stanovnik Koprivnice. On je vjerojatno bio plemić ili možda čak vlasnik Brestovca. Zanimljivo je da je vjerojatno imao koprivničko građansko pravo, a možda i nekretninu u Koprivnici. Moguće je pretpostaviti da je Emerik Brestovcem upravljao iz Koprivnice.
Brestovec su 1495. godine posjedovali neki Andrija 2 porezna dima i Ladislav Luben 3 porezna dima.  Godine 1500. spominje se magister Franjo iz Brestovca. Godine 1513. Brestovec posjeduje spomenuti Andrija s jednim dimom poreza,  a 1517. taj dim drži njegova udovica, da bi 1520. Brestovec došao u vlasništvo nekog Akacija.  Brestovec se nalazio zapadno od sela Imbriovec i danas više ne postoji. Zasigurno je napušten u vremenima osmanskih pustošenja ovih krajeva. Na njega podsjeća jedino naziv polja između Imbriovca i Đelekovca. 
Srednjovjekovni posjed Emrihovec odgovara današnjem selu Imbriovec. Sam naziv Emrihovec je jedna od varijanti naziva Imbriovec, poput naziva Jembrovec koji je kod naroda u govornoj funkciji. Objašnjenje njegovog naziva je jasno. On dolazi od sv. Emerika, narodski zvanog Imbro. Tamošnji župnik je 1495. godine posjedovao 1 dim poreza. Idući spomen župe Imbriovec je u popisu iz 1501. godine kada je bio spomenut župnik Pavao.

### Novi vijek
Do 1500. godine vlasnica Emrihovca (tj. Imbriovca) je bila Lucija, udova pokojnog Ladislava de Zempche (Bijela Stijena), a te godine ona svoja imanja ostavlja zagrebačkom kaptolu.  Godine 1507. godine vlasnici Emrihovca su Juraj Pučić i Andrija od Brestovca, koji posjeduju 7 poreznih dimova. Posjednici 3 dima Emrihovca 1513. godine su: Margareta, Petar Bogačov i Juraj Horvat.   Emrihovec odnosno Imbriovec spominje se 1518. godine u oporucu Petra Gervaša iz Grbaševca, a 1520. i 1523. godine tu su plemić Vid Benković i Margareta udova Jurja Horvata. U Emrihovcu je 1501. popisan župnik Pavao.
U Gervaševcu ili Rasinjici koji odgovara današnjem Grbaševcu, spominju se kćeri Nikole Gervaša – Margareta, Ursula i Marta udana za Petra od Bogača, vlasnika Imbriovca, kao i unuka Helena.  Kralj Ludovik II. Jagelović 1518. godine pismeno je izvjestio Čazmanski kaptol o darovanju posjeda Gervašovec ili Rasinjica. Iz iste godine spominje se oporuka Petra Gervaša od Grbaševca pisana u Imbriovcu.  Godine 1520. vlasnik 13 dimova u Grbaševcu je bio koprivnički župnik,  a iste godine se, izgleda, uvode u posjed Ivana i Ludovika Pekrija te Grgura od Gregorijanca Petar Bogačovci iz Bogačovca i Margareta udova Jurja Horvata iz Imbriovca.
Osim spomenutih srednjovjekovnih naselja (Đelekovca, Imbriovca i Brestovca) na ovom su prostoru postojala još neka. Gornji i Donji Vidak bi najvjerojatnije odgovarali današnjem polju Vidak južno od Đelekovca. Kao Felsze Vydek i Also Vydek spominju se 1502. godine kao dio Rasinjskog vlastelinstva. 
Približan broj stanovnika srednjovjekovnog Đelekovca je nemoguće pouzdano utvrditi. Jedini mogući način za procjenu je moguće načiniti kombinacijom više razina brojnih srednjovjekovnih materijalnih i pisanih izvora podataka. Kako je Đelekovec od 14. stoljeća središte župe, vjerojatno je u njen sastav spadalo više manjih sela. Tu treba uzeti u obzir zakon prema kojoj je još ugarski kralj Stjepan I. Sveti odredio da se župe osnivaju za deset sela. Đelekovec je sigurno bio centralno naselje i nije spadao u red najmanjih, ali ni najvećih sela u Podravini.
Prve pouzdanije podatke o ukupnom broju stanovnika u Đelekovcu imamo od sredine 16. stoljeća. Primjerice 1559. godine na rasinjskom su vlastelinstvu kmetovi živjeli u samo šest naselja: u trgovištu Rasinji, Đelekovcu, Cenkovcu, Zablatju, Selnici i Torčecu. Iako nema točnog pokazatelja o broju stanovnika, može se pretpostaviti da je njihov broj u odnosu na srednjovjekovno razdoblje bitno smanjen. Za obnovu naseljenosti i sigurnost stanovništva bila je važna izgradnja utvrde. Đelekovečka utvrda je 1577. godine imala 50 haramija ili hrvatskih vojnika.  To nam može biti jedan od pokazatelja koji govori o broju stanovnika. Isti broj haramija zadržan je 1580. godine. Uz vojnike je najvjerojatnije bilo i ostataka civilnog starosjedilačkog stanovništva. Najvjerojatnije prostor današnjeg Đelekovca nijednog trenutka nije izgubio sve stanovništvo jer i danas su u narodu sačuvane legende o sakrivanju starih Đelekovčana pred Osmanlijama (Turcima) u šumama poput Kopanika.
O stanju naseljenosti može nam poslužiti podatak da je u Đelekovcu 1598. godine živjela 41 obitelj.  Određenim demografskim procjenama i analogijama možemo zaključiti da je jedna obitelj u prosjeku mogla imati do 10 članova. Usporedimo li ove podatke dolazimo do zaključka da je 1598. godine u Đelekovcu živjelo najviše 410 stanovnika. Ovaj nam podatak govori da je u razdoblju između 1559. i 1598. godine došlo do ponovnog većeg naseljavanja današnjeg Đelekovca. 
O stanovništvu Đelekovca od 1659. do 1851. godine smo već objavili tekst, a sada bi ga predstavili u znatno promijenjenom i dopunjenom izdanju. Sadašnjem je tekstu cilj na osnovama podataka iz prošlosti objasniti procese vezane uz stanovništvo danas. Tek pažljivim promišljanjima i poznavanjem geneze demografskog razvoja moguće je raditi planiranja razvoja, demografske revitalizacije i obnove. Đelekovec je 1659. godine imao 106 kućedomaćina odnosno približno toliko obitelji. Na osnovu procjene ukupnog broja stanovnika možemo pretpostaviti da je 1598. godine u Đelekovcu živjelo oko 330 žitelja, 1659. – 850, 1671. – 960, 1680. – 1040, 1700. – 870, a 1733. godine 1210 stanovnika.
Ukupan broj stanovnika u ovom selu može se vidjeti prema podacima za razdoblje od 1598. do 1851. godine, kao ponajbolji pokazatelj povećanja ukupnog broja stanovnika. 
Prema ovim podacima vidi se kretanje ukupnog broja stanovnika od 1598. do 1851. godine. Očito je broj stanovnka rastao do 1680. godine, a nakon toga je uslijedio pad do otprilike 1700. godine. Kasnije je došlo do oporavka i značajnog rasta stanovništva koji će biti kontinuiran do početka 19. stoljeća, sa znatnijim padom 1817. godine, povećanjem 1826. godine i tendencijom laganog pada 1839. i 1851. godine. 
U najnovijim istraživanjima Ranko Pavleš je upozorio na još nekoliko nestalih srednjovjekovnih naselja na prostoru oko Đelekovca i Imbriovca. Isti je upozorio na toponim Lubenovec, sjeverno od Đelekovca te s time povezao činjenicu da je Ladislav Lwben 1495. bio posjednik u Brestovcu.  Možda je moguće pretpostaviti da se na području današnjeg Lubenovca u srednjem vijeku nalazilo istoimeno naselje ili ako bi to isključili da je taj prostor bio u vlasništvu srednjovjekovne obitelji Luben. Iduće poznato naselje je Vrbinec koji se spominje 1517. godine.  On je najvjerojatnije identičan s današnjim istoimenim dijelom Đelekovca. No, Ranko Pavleš upozorava na postojanje naselja Vrbinec i na prostoru vlastelinstva Bednje (današnji prostor oko Svetog Petra Ludbreškog i Velikog Bukovca). 
Toponimi Brestovec i Vrbinec jasno ukazuju na srednjovjekovni šumski pokrov koji se nalazio na đelekovečkom prostoru. Na osnovi analize karata iz druge polovice 16. stoljeća Mirela Slukan Altić smatra da iz «kartografskih izvora možemo zaključiti da je prirodni pejsaž srednjovjekovne Podravine bio mnogo šumovitiji i vlažniji nego danas. Bogati šumski kompleksi uz Dravu te česte poplave koje su uzrokovale eroziju zemljišta, ali i objekata (poznato je da je jedan od najvećih neprijatelja podravskih utvrda bila upravo erozija) bile su važan dio prirodnih osobina podravskih srednjovjekovnih pejsaža.» 
Moguće je uočiti da je na prostoru današnjeg Đelekovca postojalo više posjeda odnosno sela: Đelekovec (prije Gardun), Donji i Gornji Vidak, najvjerojatnije Vrbinec, Brestovec i vjerojatno Lubenovec. Radi se o čak šest mogućih sela. Terenskim obilaskom lokaliteta gdje su se približno mogla nalaziti došao sam do spoznaje da su nalazila na prostoru današnje katastarske općine Đelekovec. Kako je jedino od njih Đelekovec bio sjedište župe pretpostavio bih da je on već tada bio centralno naselje za okolna mala sela. Pogledom na topografske karte prostora zapadno od Đelekovca jasno je moguće uočiti postojanje mreže izrazito malih sela. U prilog tome ide činjenica da je npr. Brestovec imao samo 5 poreznih dimova. Vjerojatno je među takva mala sela spadao ne samo srednjovjekovni Đelekovec nego i susjedna sela. Najlogičnija mogućnost za objašnjenje njihovog nestanka su osmanska pustošenja u 16. stoljeću. Pretpostavio bih da se preostalo odnosno bolje reći preživjelo stanovništvo kasnije koncentriralo u Đelekovcu i to ne samo iz obrambenih nego i iz vjerojatno gospodarskih razloga.
Oko Imbriovca su tijekom srednjeg vijeka najvjerojatnije postojala sela Čanovec, Dijašinovec, Marijaševec i Galambok (Gliboki),  no više podataka o njima i pokušaj njihovog približnog smještaja u današnji prostor treba ostaviti za buduća istraživanja. Za njih također kao i za sela u okolici Đelekovca, možemo pretpostaviti da su nestala u vrijeme intenzivnih osmanskih prodora.
Zanimljivo je spomenuti da je na prostoru današnjeg Đelekovca prisutan neprestani kontinuitet naseljenosti od ranog srednjeg vijeka do današnjih dana. Već u 15. stoljeću dolazi do manjih kriza, ali je najveća započela početkom 16. stoljeća. Ona je izazvana prodorom vojske Osmanskog carstva na ovdašnji prostor, što je izazvalo velike demografske i gospodarske promjene, ali i uvelike utjecalo na daljnji razvitak Đelekovca. Ovo naselje od sredine 16. stoljeća ima zapravo dvostruku funkciju – obrambenu i gospodarsku. Uz naselje je izgrađena vojna utvrda koja je trebala biti sastavni dio vojnokrajiške protuosmanske obrane, ali i imati dodatnu obrambenu zadaću pružanja zaštite lokalnom stanovništvu kako bi što nesmetanije moglo obrađivati zemlju i svojim proizvodima ne samo prehranjivati vojnu posadu nego i plasirati viškove na zapadnija tržišta. 
Refeudalizacijom u 17. stoljeću upravo vojna funkcija Đelekovca odigrala je ulogu prigodom regulacije odnosa između seljana vojnika-seljaka i vlastelinstva Rasinja znatnu ulogu kojom su Đelekovčani dobili slobodnjački status zadržavši svoje oružje, ali ne više kao dio srednjoeuropskog obrambenog sustava, već kao privatna vojska – banderij vlastelinstva. Uz to su dobili niz pogodnosti koje su regulirane 1660. godine. Osnovno podavanje je postala paušalna daća koja je iznosila 280 ugarskih dukata. Đelekovčani su morali točiti vlastelinsko vino, pobirati maltu, brinuti se za utvrdu, kaštelanu davati hranu, a povrh toga ići s vlastelinskim banderijem u rat. Ti se odnosi nisu mijenjali sve do 1848. godine kada dolazi do ukidanja feudalnog sustava.Obnovom župe u Imbriovcu prostor nekadašnje đelekovečke župe (opustošene od Osmanlija) prelazi u njen sastav. Demografskim rastom ovog dijela Podravine dolazi do napućivanja Đelekovca prirodnim prirastom, ali i doseljavanjem. Zanimljivo je da se u kontinuitetu sačuvala jezgra stanovništva koja svoje korijene vuće iz srednjeg vijeka. Oni su sačuvali stari jezik koji se u osnovi sačuvao u današnjem đelekovečkom govoru. Rastom broja stanovnika Đelekova tijekom 17. i 18. stoljeća stvoreni su preduvijeti za obnovu župe koja je utemeljena u vrijeme procesa osnivanja novih župa u vrijeme zagrebačkog biskupa Maksimilijana Vrhovca. Đelekovečka župa je osnovana dekretom 1789. godine, a odmah se prišlo gradnji župne crkve koje je u funkciji i danas.
U drugoj polovici 19. stoljeća dolazi do stvaranja sasvim novih uvjeta za život ovdašnjih stanovika, a sve više su prodirale inovacije u poljoprivrednu proizvodnju – uvođenje novih pasmina stoke te novih kultura u ratarstvu. Postfeudalni odnosi su doveli do raspada starih zadruga i stvaranja obitelji koje su gotovo identične današnjima, a taj je proces doveo do raslojavanja, usitnjavanja posjeda, krčenja šumskih površina i šikara, svojevrsnog graditeljskog poleta jer je novim obiteljima trebao krov nad glavom itd. Istovremeno dolazi do stvaranja prve civilne samouprave osnivanjem općine Đelekovec koja je s vremenom mijenjala sadržaj i djelokrug svojih ovlasti i teritorijalnog opsega. Đelekovec je osim u kratkim prekidima uglavnom zadržao ulogu općinskog središta do početka 60-tih godina 20. stoljeća kada ulazi u sastav općine Koprivnica, ali se ubrzo osniva mjesna zajednica.

### 20. stoljeće
U politički život Đelekovčani masovno ulaze 1905. godine kada se ovdje osniva Hrvatska pučka seljačka stranka koju je osobno osnovao Stjepan Radić, a Đelekovčani su ga 1908. godine kao izbornici ludbreškog kotara, među ostalima izabrali u Hrvatski sabor. Ta je politička stranka zapravo postala politički pokret prvo hrvatskog seljaštva, a pred drugi svjetski rat i čitavog hrvatskog naroda, pa ne treba čuditi što je u Đelekovcu kroz čitavo svoje postojanje do 1941. godine imala gotovo stopostotnu podršku stanovništva. U to je vrijeme Đelekovec dao značajne osobe vezane uz politiku HSS-a – naivnog slikara Mirka Viriusa, književnika Mihovila Pavleka Miškinu, seljačku književnicu Maru Matočec, liječnika dr. Pavla Tomašića i druge. Uloga Mihovila Pavleka Miškine je u društvenom i političkom pogledu uvelike prelazila lokalne okvire, on je kao narodni zastupnik u parlamentu uspio izboriti jednu od vodećih pozicija u seljačkom pokretu ne samo kao književnik nego i kao društveni djelatnik. Bio je neformalni vođa tzv. lijevog krila HSS-a, koje se opredijelilo za antifašizam, a kao i Mirko Virius ubijen je u fašističkom logoru.
Krajem 19. stoljeća dolazi do pojave organiziranog društvenog života u Đelekovcu pa se osniva Vatrogasno društvo 1888. godine, već 1904. godine Hrvatska pučka knjižnica, između 1925. i 1928. osniva se Ogranak Seljačke sloge, 1924. je utemeljen nogometni klub "Podravac" koji je 1925. godine dobio ime "Osvit", 1932. je osnovano seljačko pjevačko društvo "Preradović", a do novog razvoja društvenih organizacija dolazi nakon drugog svjetskog rata. Današnji Đelekovec nastavljajući dugu tradiciju ima također razvijeni društveni život.Đelekovec je osjetio sve strahote prvog, a pogotovo drugog svjetskog rata. U vrijeme drugog svjetskog rata u prvi plan su došli dotadašnji politički marginalci – ustaše i komunisti. Đelekovčani se masovno uključuju u sastav postrojbi Narodno-oslobodilačka vojske i Partizanskih odreda Hrvatske (NOV i POH) te se ističu u hrvatskoj antifašističkoj borbi. Nakon drugog svjetskog rata i niz početnih neuspjeha nove politike (kolektivizacija-zadrugarstvo, nacionalizacija, nestašice itd.), dolazi do postupnog gospodarskog uzleta Đelekovca gdje se ravnomjerno razvija moderna poljoprivreda u sastavu Poljoprivredna zadruge i privatnog sektora. Istovremeno su sve prisutniji procesi deagrarizacije (napuštanja poljoprivrede), industrijalizacije (zapošljavanja stanovništva u industriji), deruralizacije (smanjenje broja stanovnika), senilizacije (povećanje udjela starog stanovništva) itd, ali je gospodarstvo uvelike zaostajalo za razvijenim zapadnim zemljama pa je uz to bilo zabilježeno i nekoliko slučajeva odlaska na privremeni rad u zapadnoeuropske države ili u stalnu emigraciju u prekomorske države (npr. SAD). Razvojem tržišnih odnosa nakon 1990. godine i ponovnim stvaranjem lokalne samouprave stvoreni su preduvjeti za daljnji razvitak sela. Iako Đelekovec nije direktno bio ugrožen domovinskim ratom za slobodnu i neovisnu Republiku Hrvatsku, Đelekovčani su se odlučili za opciju suverene Hrvatske davši 1990. godine glasove većinom Hrvatskoj demokratskoj zajednici i uključivši su u postrojbe Hrvatske vojske te sudjelujući na brojnim ratištima. Uz to su ovdašnji stanovnici davali humanitarnu pomoć za ratom postradala područja te primili izbjegle i prognane Hrvate. Općina Đelekovec je na teritoriju koji obuhvaća sela Đelekovec i Imbriovec osnovana 1993. godine.

## Gospodarstvo
Dominacija poljoprivrede, ali postoji i malo poduzetništvo. 

## Poznate ličnosti
- Mihovil Pavlek Miškina
- Pavao Kvakan
- Mirko Virius
- Pajo Kanižaj
- Pavao Tomašić
- Izidor Rižnar
- Mara Matočec
- Većeslav Pavlek

## Spomenici i znamenitosti
- Starohrvatsko groblje (Ščapovo, Đelekovec)
- Župna crkva u Imbriovcu
- Župna crkva u Đelekovcu
- Kapela Sv. Florijana u Đelekovcu
- Jezero Jegeniš

## Obrazovanje
- Osnovna škola "Mihovil Pavlek Miškina"
- Područna škola Imbriovec

## Kultura
- KPD "Seljačka Sloga" Đelekovec
- Knjižnica "M.P. Miškina" Đelekovec

## Šport
- NK Osvit Đelekovec
- NK Borac Imbriovec
- Športsko ribolovni klub Đelekovec